# پارک کیبا
پارک کیبا (به ژاپنی: 木場公園) یکی از پارک‌های توکیو پایتخت ژاپن است. در کنار پارک موزه هنرهای معاصر توکیو (Museum of Contemporary Art Tokyo) قرار دارد.

## رسیدن به پارک
- متروی توکیو، خط توزایی ایستگاه کیبا از ایستگاه تا پارک ۵ دقیقه پیاده فاصله است.[۱]